# Васильченко, Игнатий Михайлович
Игна́тий Миха́йлович Васи́льченко (30 января (11 февраля) 1872 — 27 ноября 1920) — Генерального штаба полковник Русской императорской армии; генеральный хорунжий армии Украинской державы (1918), активный участник Белого движения на Юге России, генерал-майор. Командующий войсками в Зимнем (Екатеринославском) походе (27 ноября (10 декабря) 1918 — 2 (15) января 1919).

## Биография
Православного вероисповедания. Уроженец уездного города Изюм Харьковской губернии, сын надворного советника. Потомок казаков Изюмского слободского казачьего полка.
Окончил Изюмское реальное училище и три курса технологического института по сельскохозяйственной специальности.
В военную службу вступил в Санкт-Петербурге, 10.12.1892, вольноопределяющимся рядового звания в 148-й пехотный Каспийский полк 37-й пехотной дивизии (позже был переведен в 147-й пехотный Самарский полк той же дивизии). В 1893 году командирован на учёбу на военно-училищные курсы Московского пехотного юнкерского училища, по окончании которых 12.08.1895 произведен из юнкеров в подпоручики, с переводом в 11-ю артиллерийскую батарею, расквартированную в Ровно, Волынской губернии. В ноябре 1897 года был переведен в 32-ю артиллерийскую бригаду (г. Ровно).
В июле 1899 года был произведен, на вакансию, в поручики, затем, в августе 1902 года, за выслугу лет, — в штабс-капитаны.
В 1906 году окончил Николаевскую академию Генерального штаба (два класса по 1-му разряду и дополнительный курс успешно) и в мае того же года, …за отличные успехи в науках..., произведен в капитаны. Был причислен к Генеральному штабу и с 07.11.1906 по 19.11.1908 отбывал цензовое командование ротой в Харькове, в 121-м пехотном Пензенском полку.
В ноябре 1908 года переведен в Генеральный штаб, с назначением на должность помощника старшего адъютанта штаба Кавказского военного округа (г. Тифлис). С 30 октября 1912 года был прикомандирован к Тифлисскому военному училищу для преподавания военных наук.
В апреле 1913 года произведен в Генерального штаба подполковники.
С февраля 1915 года — участник Первой мировой войны на Кавказском фронте:
- с 10.02.1915 — исправляющий должность начальника штаба 2-й Кубанской пластунской бригады[10]. 15.06.1915 произведен в Генерального штаба полковники[11].
- с 27.10.1915 — исправляющий должность начальника штаба 1-й Кубанской пластунской бригады[12].
- с 06.07.1916 — командир 8-го Кавказского стрелкового полка[13] 2-й Кавказской стрелковой дивизии (Кавказский фронт).
- с 12.06.1917 — начальник штаба 5-й Туркестанской стрелковой дивизии[14] (Кавказский фронт). В ноябре 1917 года произведен в генерал-майоры (Приказ[чей?] от 21.11.1917).
- к концу 1917 года — выборный командир 5-го Кавказского армейского корпуса (Кавказский фронт).

После заключения Брестского мира, к концу марта 1918 года, в составе войск бывшего 5-го Кавказского армейского корпуса упразднённой Русской армии, через Севастополь добрался до Екатеринослава, где из "украинизированного" кадра этого корпуса были сформированы воинские подразделения, вошедшие в состав создаваемого 8-го Екатеринославского корпуса армии УНР.
17.04.1918 генерал-майор Васильченко был назначен командиром 8-го Екатеринославского корпуса армии УНР, затем Вооружённых сил Украинской державы (был переаттестован в генеральные хорунжие).
В ноябре–декабре 1918 года, во время антигетманского восстания,  генерал Васильченко оставался на стороне гетмана Скоропадского и не подчинился мятежникам–петлюровцам, приняв добровольческую ориентацию «За единую и неделимую Россию».
27 ноября 1918 года вывел из Екатеринослава значительную часть 8-го украинского корпуса на юг для соединения с Добровольческой армией генерала А. И. Деникина. В результате 500-вёрстного перехода, продолжавшегося 34 дня, отряд генерала Васильченко численностью около 1050 человек ушёл с боями от преследования петлюровцами, махновцами, григорьевцами, взял переправу через Днепр у Бериславля и прорвался к Перекопу, где соединился в начале января 1919 года с Крымско-Азовской армией генерала А. А. Боровского. Впоследствии рейд отряда генерала Васильченко получил название «Екатеринославский (Зимний) поход».
В 1919 году в рядах ВСЮР генерал-майор Васильченко командовал одной из бригад 3-го армейского корпуса, позже возглавлял 4-ю пехотную дивизию, а в декабре 1919 года был назначен на должность начальника 34-й пехотной дивизии. С начала 1920 года находился в Крыму без определенной должности, затем — на формальной должности начальника штаба Джанкойского района.
В ноябре 1920 года добровольно отказался от эвакуации из Крыма в Турцию, остался в Феодосии, занятой войсками Красной армии, и одним из первых прибыл на регистрацию. Был арестован и 27 ноября 1920 года, в ходе «красного» террора в Крыму, расстрелян чекистами.

## Награды
- Орден Святого Станислава 3-й степени (ВП от 01.07.1901)
- Орден Святой Анны 3-й степени (ВП от 06.12.1910)
- Медаль «В память 100-летия Отечественной войны 1812 года» (1912)
- Медаль «В память 300-летия царствования Дома Романовых» (1913)
- Орден Святого Станислава 2-й степени (01.01.1915; ВП от 08.05.1915)
- Орден Святого Владимира 4-й степени с мечами и бантом (ВП от 14.10.1915)
- Орден Святого Владимира 3-й степени с мечами (ВП от 24.06.1916)
- Орден Святой Анны 2-й степени с мечами (утв. ВП от 30.06.1916)
- Знак Екатеринославского похода (1920)